# جون روبرتس (صحفي)
جون روبرتس هو صحفي كندي، ولد في 15 نوفمبر 1956 في تورونتو في كندا.